# Knickerbocker

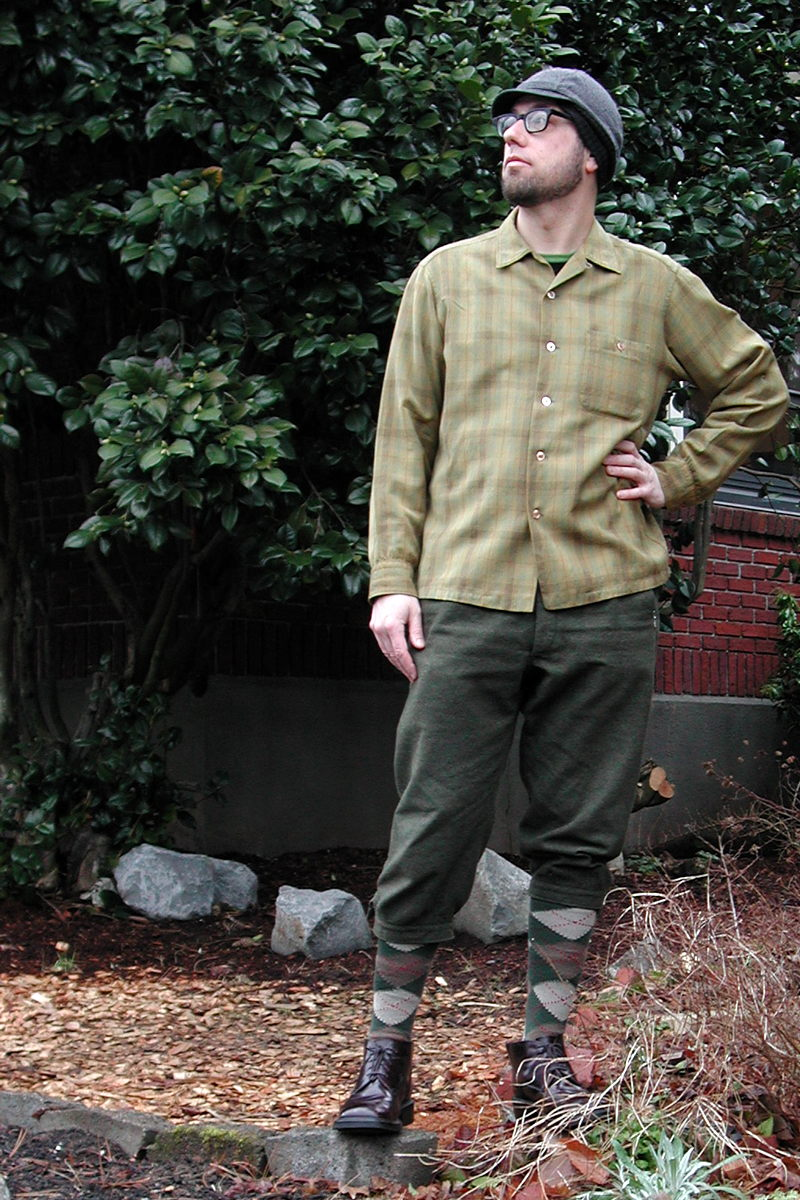
Knickerbockers alemães.

Knickerbockers (em português: calças curtas) foram um tipo de calça frequentemente utilizada no início do século XX. Jogadores de golfe utilizavam esta calça muitas vezes, que passava da altura do joelho. Antes da Segunda Guerra Mundial, os esquiadores periodicamente utilizavam knickerbockers também, geralmente indo até o tornozelo.
Até depois da Segunda Guerra, em muitos países anglófonos, meninos habitualmente usavam estas calças curtas no verão. O nome é de origem nova-iorquina.